# 37 (عدد)
37 (سبعة وثلاثون) هو العدد الطبيعي الذي يلي العدد 36 ويسبق العدد 38.

## في الرياضيات
- سبعة وثلاثون هو العدد الأولي الثاني عشر. وخامس عدد أولي محظوظ، وأول عدد أولي غير منتظم، وثالث عدد أولي فريد، وثالث عدد أولي تكعيبي [الإنجليزية] على صيغة:

{\displaystyle p={\frac {x^{3}-y^{3}}{x-y}}\qquad \left(x=y+1\right).}
- 37 و 38 هما أول زوج من الأعداد الصحيحة الموجبة المتتالية الذانِ لا يقبلان القسمة على أي خاناتهما.
- كل عدد صحيح موجب هو على الأكثر مجموع العدد سبعة وثلاثين من القوى الخامسة (انظر مسألة وارنج).
- 37 يظهر في متتابعة بادوفان، مسبوق بالحدود 16، 21، و28 (هو مجموع أول اثنين من هؤلاء).
- بما أن أكبر عامل أولي إلى 237+1=1370 هو 137، الذي من الواضح أنه أكبر من ضعف 37، فإن 37 هو عدد ستورمر [الإنجليزية].
- 37 هو العدد الوحيد من خانتين أساس 10 الذي إذا ضوعف، طرح منه واحد، ثم قرئ بالعكس، فإنه يساوي نفسه. أي أن 37×2=74، 74-1=73، و 73 بالعكس تقرأ 37.
- 37 هو العدد الوحيد من خانتين أساس 10 بهذهِ الخاصية: الفرق بين خانتيه يساوي جذر الفرق بين العدد نفسه وأصغر مضاعف مشترك بين الخانتين.
- عند ضربهِ في أحد مضاعفات العدد 3 ينتج عنه:
- 1×3×37=111
- 2×3×37=222
- 3×3×37=333
- 4×3×37=444
- 5×3×37=555
- 6×3×37=666
- 7×3×37=777
- 8×3×37=888
- 9×3×37=999

## في العلوم
- 37 العدد الذري للعنصر روبيديوم .
- 37 درجة حرارة جسم الإنسان الطبيعية بمقياس سيلسيوس.

### الفلك
- جسم مسييه م37، عنقود نجمي مفتوح في كوكبة ذو الأعنة.
- جسم الفهرس العام الجديد (فعج) رقم 37، مجرة حلزونية في كوكبة العنقاء.
- كبلر-37 B هو أصغر كوكب معروف.

## في مجالات أخرى
سبعة وثلاثون هو:

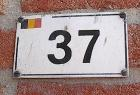
رقم منزل في بارل (الجزء البلجيكي)

- عدد المسرحيات التي يعتقد أن ويليام شيكسبير كتبها (بحساب “هنري الرابع” كثلاثة أجزاء منفصلة).
- رقم القسم الفرنسي أندر ولوار.
- عدد الفتحات في الروليت الأوروبية (مرقمة من ٠ إلى ٣٦، حيث أن الـ٠٠ لا تستخدم في الروليت الأوروبية كما هي في الروليت الأمريكية).
- عدد الناتس العظمى التي تعبد تقليديا في بورما.

	* كان +٣٧ رمز الاتصال الدولي لجمهورية ألمانيا الديمقراطية (المعروفة بألمانيا الشرقية). اليوم هو مشترك بين لثوينيا (+٣٧٠)، لاتفيا (+٣٧١)، إستونيا (+٣٧٢)، ملودفا (+٣٧٣)، أرمينيا (+٣٧٤)، بيلاروس (+٣٧٥)، أندورا (+٣٧٦)، موناكو (+٣٧٧)، سان مارينو (+٣٧٨)، والفاتيكان (+٣٧٩).
- محطة تلفازية محجوزة للفلك الراديوي في الولايات المتحدة.
- يدعى بطل الرواية في كتاب “هذا الرقم يتحدث” (نشر أمريكا 2008) التي كتبها جيسون باتريك دوهرتي، “سبعة وثلاثون”.
- العدد الأرجح ليذكره الناس حين يطلب منهم ذكر عدد عشوائي بين الصفر والمئة.| - ع - ن - ت 0                                     | - ع - ن - ت 0 |
| ------------------------------------------------- | ------------- |
| - 0 - 1 - 2 - 3 - 4 - 5 - 6 - 7 - 8 - 9           |               |
| - 10 - 11 - 12 - 13 - 14 - 15 - 16 - 17 - 18 - 19 |               |
| - 20 - 21 - 22 - 23 - 24 - 25 - 26 - 27 - 28 - 29 |               |
| - 30 - 31 - 32 - 33 - 34 - 35 - 36 - 37 - 38 - 39 |               |
| - 40 - 41 - 42 - 43 - 44 - 45 - 46 - 47 - 48 - 49 |               |
| - 50 - 51 - 52 - 53 - 54 - 55 - 56 - 57 - 58 - 59 |               |
| - 60 - 61 - 62 - 63 - 64 - 65 - 66 - 67 - 68 - 69 |               |
| - 70 - 71 - 72 - 73 - 74 - 75 - 76 - 77 - 78 - 79 |               |
| - 80 - 81 - 82 - 83 - 84 - 85 - 86 - 87 - 88 - 89 |               |
| - 90 - 91 - 92 - 93 - 94 - 95 - 96 - 97 - 98 - 99 |               |

| - ع - ن - ت 100                                             | - ع - ن - ت 100 |
| ----------------------------------------------------------- | --------------- |
| - 100 - 101 - 102 - 103 - 104 - 105 - 106 - 107 - 108 - 109 |                 |
| - 110 - 111 - 112 - 113 - 114 - 115 - 116 - 117 - 118 - 119 |                 |
| - 120 - 121 - 122 - 123 - 124 - 125 - 126 - 127 - 128 - 129 |                 |
| - 130 - 131 - 132 - 133 - 134 - 135 - 136 - 137 - 138 - 139 |                 |
| - 140 - 141 - 142 - 143 - 144 - 145 - 146 - 147 - 148 - 149 |                 |
| - 150 - 151 - 152 - 153 - 154 - 155 - 156 - 157 - 158 - 159 |                 |
| - 160 - 161 - 162 - 163 - 164 - 165 - 166 - 167 - 168 - 169 |                 |
| - 170 - 171 - 172 - 173 - 174 - 175 - 176 - 177 - 178 - 179 |                 |
| - 180 - 181 - 182 - 183 - 184 - 185 - 186 - 187 - 188 - 189 |                 |
| - 190 - 191 - 192 - 193 - 194 - 195 - 196 - 197 - 198 - 199 |                 |

| - ع - ن - ت 200                                             | - ع - ن - ت 200 |
| ----------------------------------------------------------- | --------------- |
| - 200 - 201 - 202 - 203 - 204 - 205 - 206 - 207 - 208 - 209 |                 |
| - 210 - 211 - 212 - 213 - 214 - 215 - 216 - 217 - 218 - 219 |                 |
| - 220 - 221 - 222 - 223 - 224 - 225 - 226 - 227 - 228 - 229 |                 |
| - 230 - 231 - 232 - 233 - 234 - 235 - 236 - 237 - 238 - 239 |                 |
| - 240 - 241 - 242 - 243 - 244 - 245 - 246 - 247 - 248 - 249 |                 |
| - 250 - 251 - 252 - 253 - 254 - 255 - 256 - 257 - 258 - 259 |                 |
| - 260 - 261 - 262 - 263 - 264 - 265 - 266 - 267 - 268 - 269 |                 |
| - 270 - 271 - 272 - 273 - 274 - 275 - 276 - 277 - 278 - 279 |                 |
| - 280 - 281 - 282 - 283 - 284 - 285 - 286 - 287 - 288 - 289 |                 |
| - 290 - 291 - 292 - 293 - 294 - 295 - 296 - 297 - 298 - 299 |                 |

| - ع - ن - ت 300                                             | - ع - ن - ت 300 |
| ----------------------------------------------------------- | --------------- |
| - 300 - 301 - 302 - 303 - 304 - 305 - 306 - 307 - 308 - 309 |                 |
| - 310 - 311 - 312 - 313 - 314 - 315 - 316 - 317 - 318 - 319 |                 |
| - 320 - 321 - 322 - 323 - 324 - 325 - 326 - 327 - 328 - 329 |                 |
| - 330 - 331 - 332 - 333 - 334 - 335 - 336 - 337 - 338 - 339 |                 |
| - 340 - 341 - 342 - 343 - 344 - 345 - 346 - 347 - 348 - 349 |                 |
| - 350 - 351 - 352 - 353 - 354 - 355 - 356 - 357 - 358 - 359 |                 |
| - 360 - 361 - 362 - 363 - 364 - 365 - 366 - 367 - 368 - 369 |                 |
| - 370 - 371 - 372 - 373 - 374 - 375 - 376 - 377 - 378 - 379 |                 |
| - 380 - 381 - 382 - 383 - 384 - 385 - 386 - 387 - 388 - 389 |                 |
| - 390 - 391 - 392 - 393 - 394 - 395 - 396 - 397 - 398 - 399 |                 |

| - ع - ن - ت 400                                             | - ع - ن - ت 400 |
| ----------------------------------------------------------- | --------------- |
| - 400 - 401 - 402 - 403 - 404 - 405 - 406 - 407 - 408 - 409 |                 |
| - 410 - 411 - 412 - 413 - 414 - 415 - 416 - 417 - 418 - 419 |                 |
| - 420 - 421 - 422 - 423 - 424 - 425 - 426 - 427 - 428 - 429 |                 |
| - 430 - 431 - 432 - 433 - 434 - 435 - 436 - 437 - 438 - 439 |                 |
| - 440 - 441 - 442 - 443 - 444 - 445 - 446 - 447 - 448 - 449 |                 |
| - 450 - 451 - 452 - 453 - 454 - 455 - 456 - 457 - 458 - 459 |                 |
| - 460 - 461 - 462 - 463 - 464 - 465 - 466 - 467 - 468 - 469 |                 |
| - 470 - 471 - 472 - 473 - 474 - 475 - 476 - 477 - 478 - 479 |                 |
| - 480 - 481 - 482 - 483 - 484 - 485 - 486 - 487 - 488 - 489 |                 |
| - 490 - 491 - 492 - 493 - 494 - 495 - 496 - 497 - 498 - 499 |                 |

| - ع - ن - ت 500                                             | - ع - ن - ت 500 |
| ----------------------------------------------------------- | --------------- |
| - 500 - 501 - 502 - 503 - 504 - 505 - 506 - 507 - 508 - 509 |                 |
| - 510 - 511 - 512 - 513 - 514 - 515 - 516 - 517 - 518 - 519 |                 |
| - 520 - 521 - 522 - 523 - 524 - 525 - 526 - 527 - 528 - 529 |                 |
| - 530 - 531 - 532 - 533 - 534 - 535 - 536 - 537 - 538 - 539 |                 |
| - 540 - 541 - 542 - 543 - 544 - 545 - 546 - 547 - 548 - 549 |                 |
| - 550 - 551 - 552 - 553 - 554 - 555 - 556 - 557 - 558 - 559 |                 |
| - 560 - 561 - 562 - 563 - 564 - 565 - 566 - 567 - 568 - 569 |                 |
| - 570 - 571 - 572 - 573 - 574 - 575 - 576 - 577 - 578 - 579 |                 |
| - 580 - 581 - 582 - 583 - 584 - 585 - 586 - 587 - 588 - 589 |                 |
| - 590 - 591 - 592 - 593 - 594 - 595 - 596 - 597 - 598 - 599 |                 |

| - ع - ن - ت 600                                             | - ع - ن - ت 600 |
| ----------------------------------------------------------- | --------------- |
| - 600 - 601 - 602 - 603 - 604 - 605 - 606 - 607 - 608 - 609 |                 |
| - 610 - 611 - 612 - 613 - 614 - 615 - 616 - 617 - 618 - 619 |                 |
| - 620 - 621 - 622 - 623 - 624 - 625 - 626 - 627 - 628 - 629 |                 |
| - 630 - 631 - 632 - 633 - 634 - 635 - 636 - 637 - 638 - 639 |                 |
| - 640 - 641 - 642 - 643 - 644 - 645 - 646 - 647 - 648 - 649 |                 |
| - 650 - 651 - 652 - 653 - 654 - 655 - 656 - 657 - 658 - 659 |                 |
| - 660 - 661 - 662 - 663 - 664 - 665 - 666 - 667 - 668 - 669 |                 |
| - 670 - 671 - 672 - 673 - 674 - 675 - 676 - 677 - 678 - 679 |                 |
| - 680 - 681 - 682 - 683 - 684 - 685 - 686 - 687 - 688 - 689 |                 |
| - 690 - 691 - 692 - 693 - 694 - 695 - 696 - 697 - 698 - 699 |                 |

| - ع - ن - ت 700                                             | - ع - ن - ت 700 |
| ----------------------------------------------------------- | --------------- |
| - 700 - 701 - 702 - 703 - 704 - 705 - 706 - 707 - 708 - 709 |                 |
| - 710 - 711 - 712 - 713 - 714 - 715 - 716 - 717 - 718 - 719 |                 |
| - 720 - 721 - 722 - 723 - 724 - 725 - 726 - 727 - 728 - 729 |                 |
| - 730 - 731 - 732 - 733 - 734 - 735 - 736 - 737 - 738 - 739 |                 |
| - 740 - 741 - 742 - 743 - 744 - 745 - 746 - 747 - 748 - 749 |                 |
| - 750 - 751 - 752 - 753 - 754 - 755 - 756 - 757 - 758 - 759 |                 |
| - 760 - 761 - 762 - 763 - 764 - 765 - 766 - 767 - 768 - 769 |                 |
| - 770 - 771 - 772 - 773 - 774 - 775 - 776 - 777 - 778 - 779 |                 |
| - 780 - 781 - 782 - 783 - 784 - 785 - 786 - 787 - 788 - 789 |                 |
| - 790 - 791 - 792 - 793 - 794 - 795 - 796 - 797 - 798 - 799 |                 |

| - ع - ن - ت 800                                             | - ع - ن - ت 800 |
| ----------------------------------------------------------- | --------------- |
| - 800 - 801 - 802 - 803 - 804 - 805 - 806 - 807 - 808 - 809 |                 |
| - 810 - 811 - 812 - 813 - 814 - 815 - 816 - 817 - 818 - 819 |                 |
| - 820 - 821 - 822 - 823 - 824 - 825 - 826 - 827 - 828 - 829 |                 |
| - 830 - 831 - 832 - 833 - 834 - 835 - 836 - 837 - 838 - 839 |                 |
| - 840 - 841 - 842 - 843 - 844 - 845 - 846 - 847 - 848 - 849 |                 |
| - 850 - 851 - 852 - 853 - 854 - 855 - 856 - 857 - 858 - 859 |                 |
| - 860 - 861 - 862 - 863 - 864 - 865 - 866 - 867 - 868 - 869 |                 |
| - 870 - 871 - 872 - 873 - 874 - 875 - 876 - 877 - 878 - 879 |                 |
| - 880 - 881 - 882 - 883 - 884 - 885 - 886 - 887 - 888 - 889 |                 |
| - 890 - 891 - 892 - 893 - 894 - 895 - 896 - 897 - 898 - 899 |                 |

| - ع - ن - ت 900                                             | - ع - ن - ت 900 |
| ----------------------------------------------------------- | --------------- |
| - 900 - 901 - 902 - 903 - 904 - 905 - 906 - 907 - 908 - 909 |                 |
| - 910 - 911 - 912 - 913 - 914 - 915 - 916 - 917 - 918 - 919 |                 |
| - 920 - 921 - 922 - 923 - 924 - 925 - 926 - 927 - 928 - 929 |                 |
| - 930 - 931 - 932 - 933 - 934 - 935 - 936 - 937 - 938 - 939 |                 |
| - 940 - 941 - 942 - 943 - 944 - 945 - 946 - 947 - 948 - 949 |                 |
| - 950 - 951 - 952 - 953 - 954 - 955 - 956 - 957 - 958 - 959 |                 |
| - 960 - 961 - 962 - 963 - 964 - 965 - 966 - 967 - 968 - 969 |                 |
| - 970 - 971 - 972 - 973 - 974 - 975 - 976 - 977 - 978 - 979 |                 |
| - 980 - 981 - 982 - 983 - 984 - 985 - 986 - 987 - 988 - 989 |                 |
| - 990 - 991 - 992 - 993 - 994 - 995 - 996 - 997 - 998 - 999 |                 |